# Burgstall Reupelsdorf
Der Burgstall Reupelsdorf bezeichnet eine abgegangene Wasserburg im Wiesentheider Ortsteil Reupelsdorf im unterfränkischen Landkreis Kitzingen in Bayern. Nachdem die Burg im Deutschen Bauernkrieg niedergebrannt worden war, wurde sie nicht mehr aufgebaut.

## Geografische Lage
Die Burg lag als Wasserburg am Südufer des Baches Schwarzach, auf einer 210 m hohen Anhöhe. Die Straße zwischen Bamberg und Schwarzach am Main führte an der Burg vorbei. Die erhaltenen Reste befinden sich westlich der Hauptstraße hinter der ehemaligen Dorfschule. Die Anlage lag etwa 150 m westlich der Reupelsdorfer Pfarrkirche St. Sebastian. Ein kleiner See erinnert noch an den ehemaligen Wassergraben, der die Burg vollständig umgab.

## Geschichte
Das Schloss in Reupelsdorf existierte wohl bereits zu Beginn des 11. Jahrhunderts. Die Grafen zu Castell, Dorfherren des Ortes, besaßen die Burganlage und verliehen sie an verschiedene Ministerialen, die als Burgmänner auf der Befestigung saßen. Im 12. Jahrhundert waren die Herren von Seinsheim Burgmänner in Reupelsdorf. Auch der spätere Abt des Klosters Münsterschwarzach, Gottfried von Seinsheim, wurde um 1132 auf der Burg geboren.
Nach der Niederlage in einer Fehde im Jahr 1230 mussten die Casteller Grafen die Vogtei der Burg an das Hochstift Würzburg abgeben, erhielten sie allerdings als Lehen zurück. Die Grafen Heinrich II. und Friedrich zu Castell veräußerten das Dorf im Jahr 1290 an das nahegelegene Benediktinerkloster Münsterschwarzach unter dem Abt Sifrid. Die Burg blieb noch einige Zeit in den Händen der Grafen.
Im Jahr 1486 kam es zwischen den Grafen zu Castell und der selbstbewusst auftretenden Abtei zu Streitigkeiten über die Lehensverhältnisse. Der Würzburger Bischof Rudolf II. von Scherenberg musste zwischen Friedrich IV. zu Castell und dem Abt Martin von Münsterschwarzach vermitteln. Nach der Einigung verpflichtete sich der Graf, dem Abt die Burganlage als Lehen zu geben. Die Abtei setzte weiterhin Burgmänner in der Befestigung ein.
Im Jahr 1525 zogen einige Ochsenfurter Bauern im Deutschen Bauernkrieg auf dem Weg zum Zabelstein durch Reupelsdorf. Sie brannten das Schloss der verhassten Grundherren nieder. Nachdem der Aufstand auch im Herrschaftsbereich der Abtei niedergeschlagen war, wurde die Burg in Reupelsdorf nicht wieder aufgebaut. Am 21. Januar 1530 einigte sich Abt Georg mit Graf Wolfgang I. zu Castell, die Burg binnen 15 Jahren wiederaufzubauen. Vorausgegangen war eine Schlichtung des Bischofs Konrad II. von Thüngen.
Die Ankündigung des Abtes, den Wiederaufbau voranzutreiben, wurde allerdings niemals umgesetzt und die Burg blieb eine Ruine. In den folgenden Jahrhunderten benutzte die Dorfbevölkerung die Burg als Steinbruch, im Jahr 1808 wurden die letzten Mauerreste abgebrochen. Noch im 20. Jahrhundert stieß man 1979 bei Kanalarbeiten auf die Gewölbereste der alten Burg. Das Bayerische Landesamt für Denkmalpflege ordnet die untertägigen Reste der Burg als Bodendenkmal ein.

## Beschreibung
Von der Burganlage haben sich nur noch wenige Reste erhalten. Ein Wassergrabenrest umschließt noch den Burgstall, im Südwesten hat sich  ein runder Wall erhalten. Beide Reste umschließen einen nahezu verflachten Kernhügel.